# Lago Chelder
O lago Chelder (em turco: Çıldır Gölü; em georgiano: ჩრდილი ტბა; romaniz.: Črdilis tba; em armênio: Չըլտըր / Ճըլդր / Չըլդըր / Չըլդըր լիճ; romaniz.: Čəld(ə)r lič[a]) é um grande lago da Turquia, nas províncias de Ardacane e Carse. Está localizado no curso superior direito do rio Cura, a cerca de 40 quilômetros a nordeste de Carse, na região montanhosa das montanhas Zarixata. Sua elevação é de 1959 metros. Tem uma área de 85 quilômetros quadrados e uma profundidade de 42 metros.
O Chelder tem forma triangular, com um ápice agudo apontando para o leste, e possui cerca de 20 quilômetros de comprimento de norte a sul, e 16 quilômetros de largura no nordeste. O rio Chelder se origina nele. Pântanos extensos e pastagens úmidas margeiam o lago a noroeste, e nas demais porções há pastagens de colina e muito pouca vegetação marginal. Quatro ilhas são vegetadas com arbustos baixos. As atividades humanas locais incluem pastoreio de gado e suas a água são usadas para geração de energia hidrelétrica e irrigação.